# Luminance HDR
Luminance HDRはハイダイナミックレンジ画像を生成するためのフリーの画像処理ソフトウェアである。

## 概要
Luminance HDRは複数の露出の異なった画像からハイダイナミックレンジ画像を生成する。その際のトーンマッピング・アルゴリズムはあらかじめ実装された複数の中から選択でき、そのアルゴリズムに関連したパラメータを調整することで出来栄えを変化させることが可能である。また読み込み元がRAW画像の場合には単一の画像からHDR画像を生成することが可能。処理の際には処理解像度を低解像度に設定して高速処理しプレビュー画像を見ながらパラメータを調節した後、目的の解像度で出力させることが出来る。露出値の検出や画像の位置合わせをある程度自動で行う機能も持っている。
現時点ではUIは日本語表示には対応していない。
HDR画像は以下のものをサポートしている。
- OpenEXR
- Radiance HDR
- Tagged Image File Format (TIFF) Format: 16 Bit, 32 Bit (Float) and LogLuv
- RAW
- PFS native

その他の画像フォーマットは以下のものをサポートしている。
- JPG
- PNG
- PNM (画像フォーマット) (PPM)
- PNM (画像フォーマット) (PBM)
- TIFF (8 Bit)